# Depresión de Tunka
La depresión o cuenca de Tunka (del ruso: Тунки́нская котлови́на - Тункинская долина) es una depresión de Rusia de dirección este-oeste, de alrededor de 150 km de largo y 30 km de ancho, situada en el oeste de la república de Buriatia, al sur de Siberia oriental, no lejos de la frontera con Mongolia.
La depresión de Tunka se encuentra entre el rift del lago Khövsgöl en el oeste y el rift Baikal en el este. Al norte se encuentra la cadena de los montes Sayanes, en contacto con la plataforma siberiana, mientras que al sur se extienden de este a oeste los montes Jamar-Dabán. La parte oriental de los montes Sayanes que bordea al norte la depresión de Tunka lleva el nombre de montes Tunkinski.
La depresión de Tunka es contemporánea a la formación del lago Baikal. Su superficie se sitúa a una altitud media que va de los 1200 m en la zona oeste, a 600 m en la parte este. Está regada por el río Irkut que discurre de oeste a este. En origen era muy profunda, pero ha sido rellenada por enormes cantidades de sedimentos. Este relleno sedimentario, de origen lacustre y aluvial, es de entre el oligoceno y el cuaternario. El espesor de este relleno es de 1000 m de media y puede llegar a los 2500 m en la parte central de la cuenca.
La depresión de Tunka está delimitada, al norte, por la falla norte-Tunka, falla aún activa de alrededor de 200 km de largo. Esta falla se prolonga hacia el oeste por la falla de Mondy y se une hacia el este con la falla de Sayán, al nivel de la punta sudoeste del lago Baikal. La falla norte-Tunka se ve claramente en la topografía de la región por un desnivel brusco de 2.000 m entre las cimas de la cadena Tunkinski (que culmina a más de 3.000 m de altura) y la superficie de la cuenca, de una altura media de alrededor de 1.000 m: desde el oligoceno, el desplazamiento vertical sobre la falla norte-Tunka alcanza más de 5.000 mm, aunque gran parte de este desnivel está enmascarado por los sedimentos que han llenado progresivamente la depresión.
La actividad de la falla sur-Tunka es mucho menos evidente. El contacto entre la depresión y los montes Jamar-Dabán no es tan marcada.